# Wolfgang Menz
Wolfgang Menz (* 1971 in Lübeck) ist ein deutscher Soziologe.

## Leben
Menz studierte von 1991 bis 1999 Soziologie an der Universität Marburg, der University of Edinburgh und der Goethe-Universität. In Frankfurt am Main wurde er 2008 zum Dr. phil. im Fach Soziologie promoviert. Von 2007 bis 2017 arbeitete er als Soziologe am ISF München. Seit 2017 ist er Professor für Soziologie, insbesondere Arbeit, Organisation, Innovation am Fachbereich Sozialökonomie der Universität Hamburg.

## Schriften (Auswahl)
- mit Steffen Becker und Thomas Sablowski: Shareholder-Value gegen Belegschaftsinteressen. Der Weg der Hoechst-AG zum «Life-sciences»-Konzern. Hamburg 1999, ISBN 3-87975-762-3.
- Die Legitimität des Marktregimes. Leistungs- und Gerechtigkeitsorientierungen in neuen Formen betrieblicher Leistungspolitik. Wiesbaden 2009, ISBN 978-3-531-16533-2.
- mit Alexander Bogner und Beate Littig: Interviews mit Experten. Eine praxisorientierte Einführung. Wiesbaden 2014, ISBN 3-531-19415-1.
- mit Nick Kratzer, Knut Tullius und Harald Wolf: Legitimationsprobleme in der Erwerbsarbeit. Gerechtigkeitsansprüche und Handlungsorientierungen in Arbeit und Betrieb. Baden-Baden 2019, ISBN 978-3-8487-5982-8.
- mit Alexandra Manske: Theorien der Arbeit zur Einführung, Junius, Hamburg 2024, ISBN 978-3-96060-330-6.
- mit Martin Seeliger (Hrsg.): Soziologie der Arbeit. Ein Reader, Suhrkamp, Berlin 2024, ISBN 978-3-518-30002-2.